# De Swastika (tijdschrift)
De Swastika was een driemaandelijks tijdschrift voor symboliek, vrijmetselarij en aanverwante onderwerpen, dat in Nederland verscheen tussen 1911 en 1917. Het blad was inhoudelijk en ideëel verbonden met de Nederlandse Federatie van de Internationale Orde der Gemengde Vrijmetselarij Le Droit Humain en had een uitgesproken esoterische en theosofische inslag. Hoewel het zich presenteerde als een onafhankelijk tijdschrift, werd het regelmatig geassocieerd met Loge Cazotte en de theosofische richting binnen de vrijmetselarij.

## Oprichting en redactie
Het blad werd opgericht door H.J. van Ginkel, vooraanstaand theosoof en lid van Loge Cazotte, en tevens eerste vertegenwoordiger van de Opperraad van Le Droit Humain in Nederland. Samen met Anne Kerdijk, eveneens lid van de Orde en vertaalster van esoterische teksten, verzorgde hij de redactie. Het eerste nummer verscheen in januari 1911 met als ondertitel 'Officieus Orgaan der Algemeene Gemeenschappelijke Vrijmetselarij in Nederland'.
In de inleiding droeg Van Ginkel het welslagen van het blad op aan het Hoofd van alle ware vrijmetselaren (H∴v∴A∴W∴V∴), een aanduiding met sterke esoterische betekenis, die verwees naar theosofische concepten zoals de Meesters of 'adepten'.

## Inhoud
De Swastika combineerde originele bijdragen met vertalingen van bestaande esoterische werken. Onder de vertaalde teksten bevonden zich onder meer fragmenten uit Arcane Schools van John Yarker, Kabbalah Unveiled van MacGregor Mathers, en een biografie van de graaf van Saint-Germain. Daarnaast bevatte het tijdschrift artikelen van bekende theosofen zoals Annie Besant en boekbesprekingen van H.P. Blavatsky’s werk. Van Ginkel zelf schreef onder meer een serie artikelen over de tarot.
Door de gefragmenteerde publicatie van vertalingen in afleveringen was het voor nieuwe lezers lastig om op een logisch moment in te stappen. Dit, gecombineerd met een beperkte kring van bijdragers, vormde een structurele uitdaging voor het blad.

## Reacties en controverses
Van meet af aan stelde Van Ginkel in het blad dat De Swastika geen officieel orgaan was van Le Droit Humain, noch van Loge Cazotte, en dat het geen theosofisch tijdschrift was. Niettemin werd het tijdschrift zowel binnen als buiten de gemengde vrijmetselarij als zodanig gepercipieerd. De expliciete verwevenheid van vrijmetselarij en theosofie leidde tot spanningen, met name met het Grootoosten der Nederlanden. Deze overkoepelende organisatie van de reguliere (uitsluitend mannelijke) vrijmetselarij in Nederland verzond in 1910 en 1911 waarschuwende circulaires, waarin zij stelling nam tegen pogingen om theosofische ideeën te promoten in maçonnieke context. Bezoek aan loges van Le Droit Humain, waaronder Cazotte, werd formeel verboden.

## Verspreiding en opvolging
De verspreiding van De Swastika bleef beperkt tot een kleine groep ingewijden binnen de gemengde vrijmetselarij en de theosofische beweging. Financieel was het blad afhankelijk van de persoonlijke bijdragen van Van Ginkel en Kerdijk. Regelmatig deden zij in het blad een oproep voor originele bijdragen, die echter zelden werden opgevolgd.
Na de stopzetting van het blad in 1917, vermoedelijk mede als gevolg van de Eerste Wereldoorlog en interne verdeeldheid, richtte Van Ginkel in 1926 het bredere tijdschrift Bouwsteenen voor een veelzijdige en harmonische levens- en wereldbeschouwing op. Dit blad kende een grotere redactionele variëteit en bereikte ook een ruimer publiek.

## Naam en symbool
De naam De Swastika verwees naar een eeuwenoud symbool, in het bijzonder bekend als zonnerad of kruisteken van voorspoed en levenskracht. Het symbool figureerde ook in het embleem van de Theosofische Vereniging. In de periode waarin het tijdschrift verscheen had het nog geen associatie met het nationaalsocialisme, die pas later in de twintigste eeuw zou ontstaan.